# Iryanthera inpae
Iryanthera inpae är en tvåhjärtbladig växtart som beskrevs av William Antônio Rodrigues. Iryanthera inpae ingår i släktet Iryanthera och familjen Myristicaceae. Inga underarter finns listade i Catalogue of Life.